# ألاريا
بلدية ألاريا (بالإسبانية: Alarilla) هي بلدية تقع في مقاطعة غوادالاخارا التابعة لمنطقة كاستيا لا مانتشا وسط إسبانيا.

## الديموغرافيا
بلغ عدد سكان بلدية ألاريا 138 نسمة عام 2011 (وفقاً للمعهد الوطني الإسباني للإحصاء).
| 117 | 123 | 129 | 122 | 126 | 138 |